# Beauraing

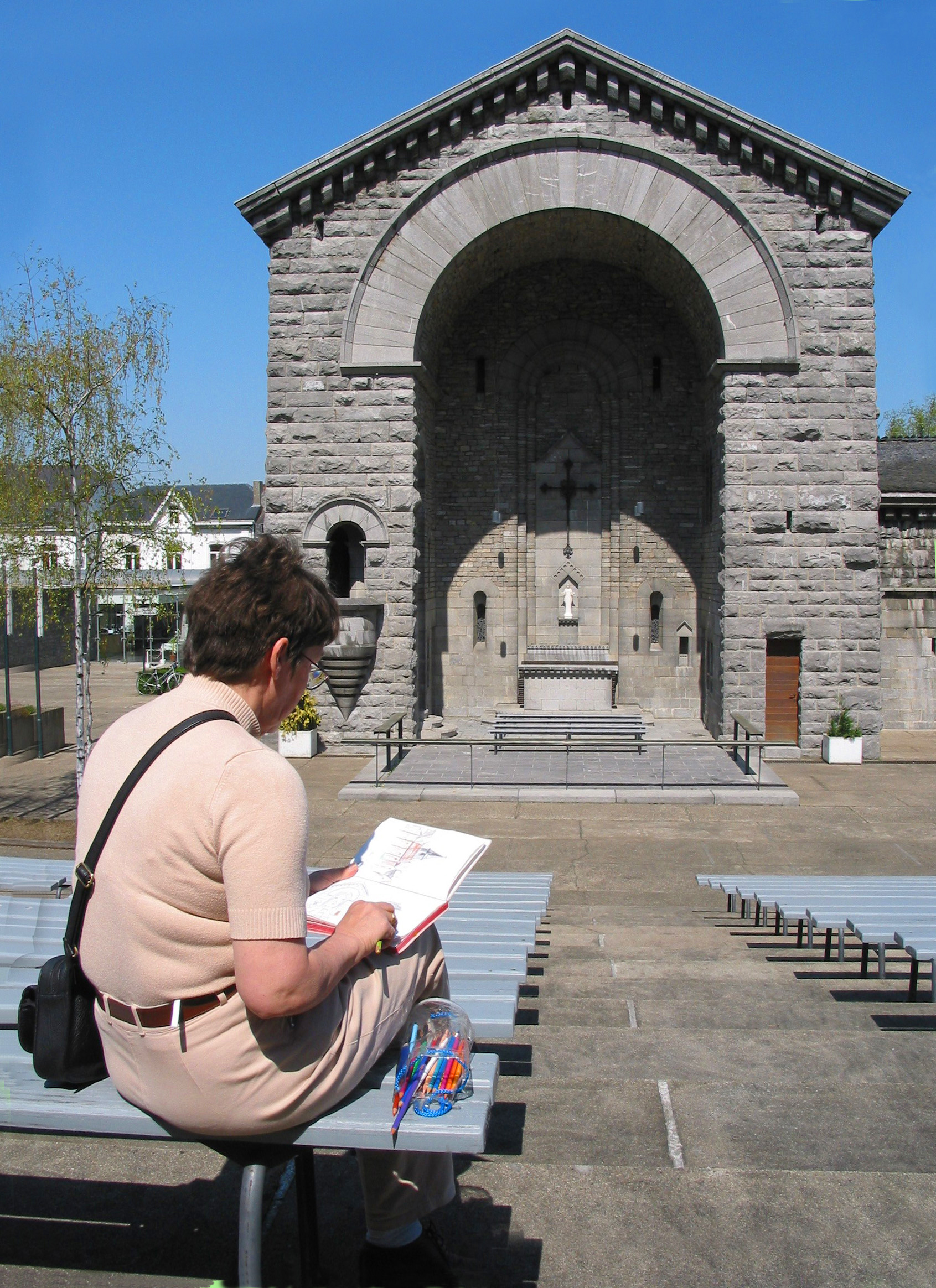
Capilla de la Virgen.

Beauraing (en valón: Biarin) es un municipio de Valonia, en la provincia de Provincia de Namur, Bélgica. A 1 de enero de 2019 tenía una población estimada de 9159 habitantes.

## Geografía
Se encuentra ubicada al sureste del país, en la región natural de Famenne. La superficie total es de 174,55 km² dando una densidad de 52,47 habitantes por km².
Caminos:
- de gran comunicación: 57,174 km
- ordinarios: 141,881 km
- varios: de piedras y agrícolas:+/- 330 km

### Secciones del municipio
El municipio comprende los antiguos municipios, que se fusionaron en 1977:
| - Beauraing - Baronville - Dion - Felenne - Feschaux - Focant - Froidfontaine - Honnay - Javingue - Martouzin - Pondrôme - Vonêche - Wancennes - Wiesme - Winenne |

## Demografía

### Evolución
Todos los datos históricos relativos al actual municipio, el siguiente gráfico refleja su evolución demográfica, incluyendo municipios después de efectuada la fusión el 1 de enero de 1977.
| Gráfica de evolución demográfica de Beauraing entre 1846 y 2020 |
|                                                                 |